# Fryderyk III Sycylijski

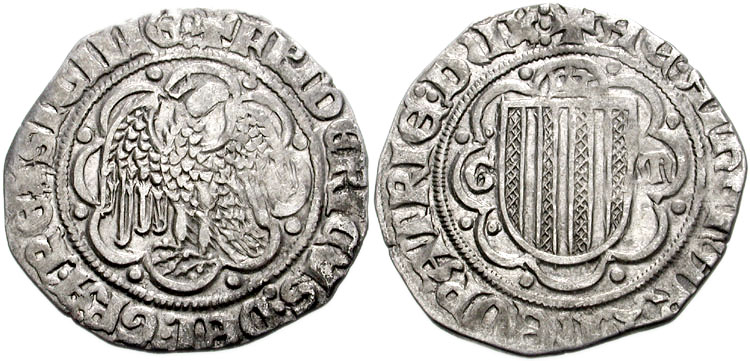
Reale z czasów panowania Fryderyka III

Fryderyk III (IV) Sycylijski, zwany Prostym (ur. prawdopodobnie 1 września 1341 roku w Katanii, zm. 27 stycznia 1377 roku w Messynie) – król Sycylii od 1355 (samodzielnie od 1357) aż do śmierci, formalny książę Aten i Neopatrii jako Fryderyk II od 1355 do śmierci (od 1356 roku posługiwał się namiestnikami).

## Pochodzenie
Fryderyk III urodził się jako drugi syn i ósme dziecko króla Sycylii Piotra II oraz Elżbiety z Karyntii, córki Otto III Karynckiego (księcia Karyntii, hrabiego Tyrolu i syna Meinharda II Tyrolskiego) i Elżbiety Bawarskiej.

## Młodość
Gdy miał zaledwie rok, zmarł jego ojciec, a dziedzicem korony został nieletni brat Ludwik. Regencję za niego sprawował wuj Jan z Ramazzo (do 1348), a następnie szlachcic kataloński Blasco II de Alagona. Jednak zaledwie siedemnastoletni Ludwik zmarł 16 października 1355 roku w czasie zarazy, nie pozostawiając męskich potomków. Dziedzicem został więc czternastoletni Fryderyk, przez pierwsze dwa lata pod regencją swojej siostry, Eufemii (przez pierwsze kilkanaście dni regentką była także siostra, Konstancja, która zmarła w epidemii czarnej śmierci). Wcześniej, bo od 11 lipca 1355 roku, przejął władanie Księstwem Aten i Nepatrii po zmarłym kuzynie Fryderyku I. Faktyczną władzę sprawowali tam jego namiestnicy: Roland Sycylijski (formalnie do śmierci w 1361), Jakub Fadrique (1356-9; faktyczny władca 1362-5; syn Alfonsa Fadrique) i Piotr z Pou (1359-62), po czym władzę przejął sam król.

## Panowanie
Początek rządów upłynął pod naciskami baronów (zwłaszcza Artale I Alagona), którzy nawet po dojściu Fryderyka do lat sprawnych starali się sprawować nad nim kontrolę. Dalsze lata upłynęły pod znakiem walk z Królestwem Neapolu oraz epidemii czarnej śmierci. W 1356 roku Joanna I, królowa Neapolu najechała Palermo i Messynę, co zachęciło Fryderyka do szukania sojuszu w Aragonii i poślubienia tamtejszej księżniczki. 25 grudnia 1369 roku wydał edykt nakazujący żydom nosić specjalną czerwoną przepaskę - kobietom na biuście, mężczyznom pod brodą. W 1373 roku doszedł do porozumienia z papieżem Grzegorzem XI, który uznał go królem Trinacrii. Było to potwierdzenia traktatu z Katanii (1347), zawartego przez jego brata, a niepodpisanego przez papieża Klemensa VI. Fryderyk III zmarł w 1377 roku, pozostawiając tylko jedną córkę, Marię. O władzę zaczęła się starać główna linia dynastii barcelońskiej, a ostatecznie jej przedstawiciel Marcin I Młodszy w 1389 roku został jej mężem i władcą Sycylii na mocy iure uxoris.

## Małżeństwa i potomstwo
Po raz pierwszy ożenił się 11 kwietnia 1361 roku z Konstancją Aragońską (1343 - lipiec 1363), córką króla Aragonii Piotra IV i swoją kuzynką (ich wspólnym pradziadkiem był Jakub I Sprawiedliwy). Z małżeństwa doczekali się tylko jednej córki:
- Marii (ur. 2 lipca 1363 - zm. 25 maja 1401/2), dziedziczki ojca, żony Marcina I Młodszego.

Po raz drugi w 1372 lub 1373 ożenił się z Antonią de Baux, córką Franciszka de Baux, księcia Andrii, hrabiego Montescaglioso i Squillace, a także siostra cesarza łacińskiego Jakuba de Baux. Z tego małżeństwa nie doczekał się dzieci.
Prawdopodobnie ze związku pozamałżeńskiego miał dzieci: Wilhelma i Joannę.